# Bostra nuptialis
Bostra nuptialis är en insektsart som beskrevs av Ludwig Redtenbacher 1908. Bostra nuptialis ingår i släktet Bostra och familjen Diapheromeridae. Inga underarter finns listade.